# ヨークの戦い (867年)
ヨークの戦い（ヨークのたたかい、英語: Battle of York）とは、867年3月21日にヨークで発生した戦闘である。ラグナル・ロズブロークの息子であるイヴァール・ラグナルソンやウッバ・ラグナルソン率いる大異教軍と、 エッラ王・オスバート王率いるノーサンブリア軍との間で発生した。
ヨークはかつてローマ帝国の北ブリタニアにおける拠点都市であったが、ローマ帝国のブリタニア撤退後にアングロサクソン人が占領し、最終的にはノーサンブリア王国の首都となった。そして866年、ノーサンブリア王国では王座を巡る内戦が勃発し、エッラ王とオスバート王の2人の王族が互いに対立した。そんな中ブリテン諸島に大挙して現れた大異教軍によって王国の首都ヨークは占領された。
867年春、エッラ王とオスベルト王は首都を占領したヴァイキングを撃破するべく同盟を締結し、両者は力を合わせてヨークを奪還しようと試みた。ノーサンブリア軍はヨークの城壁を乗り越えて市街への侵入に成功したが、ヨーク市街での戦闘でヴァイキングを撃破することはできなかった。またこの戦いのさなか、エッラ王とオスベルト王はともに戦死し、ノーサンブリア王国の試みは失敗に終わった。
ノーサンブリア軍に勝利したヴァイキングは、ノーサンブリア王族の1人であるエグバートをノーサンブリア王に据え置き、王国に傀儡政権を構築した。そして最終的にはノース人が直接この王国の版図を支配するようになり、ヨークを中心とするヨールヴィーク王国を建国するに至った。

## 背景

### ヨーク

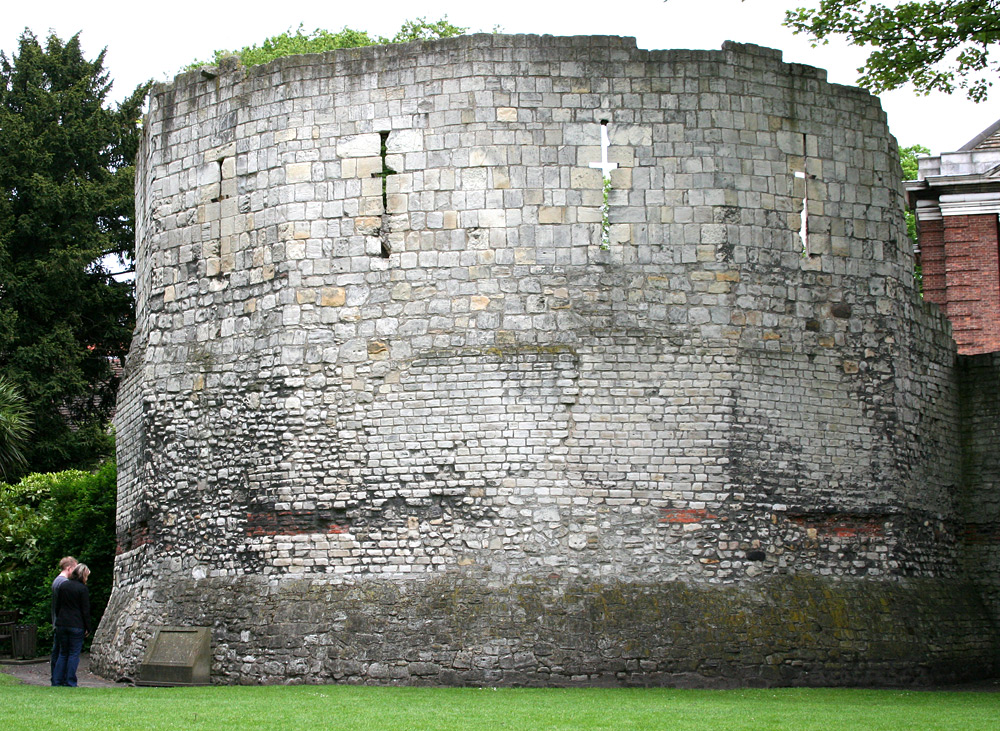
ヨーク市街を囲むローマ時代の城壁の一部

5世紀ごろ、ローマ帝国がブリテン諸島から撤退した後のヨークはアングロサクソン人によって再征服された。ヨークの町はノーサンブリア王国の首都となり、ノーサンブリア王とヨーク大司教が拠点を置く中心都市として栄えた。ヨーク市街を囲むローマ時代の城壁は当時も残存してはいたものの、ボロボロの状態であり適切な修復もなされていないような状況であったとされ、ノーサンブリア人に対する攻撃に対する防衛設備として役に立つ代物ではなかったと考えられている。

### ヴァイキングの侵攻
8世紀ごろからヴァイキングはブリテン諸島に対する小規模な襲撃活動を開始したが、大異教軍のようなブリテン諸島内陸部の征服を意図した大規模な遠征軍は860年代になるまで指揮されることはなかった。865年、ラグナル・ロズブロークの息子たちが率いる大異教軍がイーストアングリア王国に上陸し、イングランドへの大規模な征服遠征が開始された。そしてラグナルの息子であるウッバ・ラグナルソンと骨無しのイヴァールの2人のヴァイキング首領が率いるヴァイキング軍団は866年11月1日にヨークを占領した。ノーサンブリア王国に対する軍事遠征は、彼らの父親ラグナルの死に対する復讐の意図があったものと考えられている。当時のノーサンブリア王国は内乱状態にあったといい、エッラ王が先王オスベルトを武力で追放することで王位の座に就いていたとされ、オスバート王とエッラ王の2人の王族はノーサンブリア王位を巡り激しく対立していた。それ故、ヴァイキングはヨークをたやすく占領することができたが、エッラ王の捕縛には失敗していた。

## 決戦
867年春、対立していたエッラ王とオスバート王はヴァイキングに立ち向かうためにいったん和解し、3月21日にはヨークを守るヴァイキング軍団と決戦した。ノーサンブリア軍は戦闘序盤でヴァイキングを圧倒し、ヨーク城壁を乗り越えて市街への侵入に成功した。しかし戦闘経験の豊富なヴァイキングはノーサンブリア軍の猛攻にしっかりと耐え 、ヨーク市街の狭い通りでの戦闘に持ち込み多勢のノーサンブリア軍が有する数的有利さを打ち消すことで、着実にノーサンブリア軍を打ち負かしていったという。また別の文献によれば、ヴァイキングは戦闘中にヨーク城壁の下でノーサンブリアのヨーク守備兵と両王率いるノーサンブリア本軍とに挟撃されたものの、ヴァイキングは果敢に反撃してノーサンブリア軍を押し返し、両王が戦死したことで戦闘はヴァイキングの勝利で終わったという。
ノース人の言い伝えによれば、勝利したヴァイキング軍団の首領イヴァール・ウッバは、エッラ王を生け捕りにし、血の鷲と称される残虐な処刑方法をもってして彼を殺害したという。アングロサクソン人に伝わる年代記であるアングロサクソン年代記には単純に2人の王は戦場にて殺害されたとのみ記述されている。

## その後

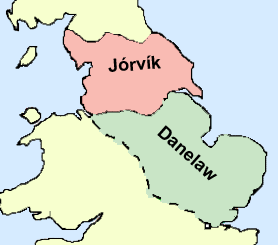
ヨールヴィークとデーンロウ

戦後、ヴァイキングの指導者たちはノーサンブリア王族エグバートを傀儡王としてノーサンブリア王位に就かせたが、エグバートは872年に勃発した反乱により追放され、マーシアに亡命した。その後、大異教軍の指導者の1人であるハールフダン・ラグナルソンによってその反乱は鎮圧されたが、これを機にヴァイキングはヨークとデイラ地域(ノーサンブリア南東地域)を征服し、他のヴァイキング領主と共にノーサンブリアの直接統治を開始した。これがヨールヴィーク王国の始まりである。ヨールヴィーク王国はその後910年にアングロサクソン人によって再征服されるまでの間、ヴァイキングの統治下に置かれていた。ヴァイキングはその後もヨールヴィーク王国を幾度か奪還し、954年にウェセックス王国に従属するまでアングロサクソン人とヴァイキングとの間で紛争が続いた。しかし954年にウェセックス王国に従属したのち、ヴァイキングは2度とノーサンブリア征服の試みを行うことはなかった。
954年にウェセックス王国が征服する以前の期間、ティーズ川以北バンボロー以南地域はヴァイキングの侵略を受けることなく、アングロサクソン人領主が統治を続けていた。

## 文献
- Arnold-Baker, Charles (2001). “Northumbria, Anglian Kingdom”. The Companion to British History, Routledge (2nd ed.). Routledge 2020年8月7日閲覧。
- “3 Key Battles of the Viking Invasions of England” (英語). History Hit (2018年10月10日). 2020年8月7日閲覧。
- “Ælle” (英語). A Dictionary of British History.   Oxford University Press (2015年). doi:10.1093/acref/9780199550371.001.0001. 2020年9月15日閲覧。
- City of York Council. “Eoferwic: Anglo-Saxon York”. City of York Council - York's History. 2008年2月4日時点のオリジナルよりアーカイブ。2006年12月21日閲覧。
- Eggenberger, David (1985). An Encyclopedia of Battles. New York, N.Y.: Dover Publications Inc.. ISBN 0-486-24913-1
- “Invaders! Angles, Saxons and Vikings”. Historic UK. 2020年8月7日閲覧。
- “Overview: The Vikings, 800 to 1066”. BBC - History (2011年3月29日). 2020年8月7日閲覧。
- Frank, Roberta (1984). “Viking atrocity and Skaldic verse: The Rite of the Blood-Eagle”. English Heritage Review (Longman Group Limited London):  332–343.
- “The Anglo-Saxon Chronicle”. www.gutenberg.org. 2020年9月14日閲覧。
- “The Viking Capture of York”. Jorvik Viking Centre. 2020年8月7日閲覧。
- “Northumbria, kingdom of” (英語). The Oxford Companion to British History.   Oxford University Press (2015年). doi:10.1093/acref/9780199677832.001.0001. 2020年9月15日閲覧。
- Market House Books (2002). “York, Kingdom of”. Dictionary of British History (1st ed.). Market House Books Ltd 2020年8月7日閲覧。
- Sawyer, Peter (2001) (英語). The Oxford Illustrated History of the Vikings. Oxford University Press. ISBN 978-0-19-285434-6 2020年9月14日閲覧。
- “Fact and Fiction in the legend of St. Edmund”. wmich.edu. pp. 225–227. 2006年9月4日時点のオリジナルよりアーカイブ。2020年8月9日閲覧。
- York History (2007年). “York history timeline”.   YorkHistory.com. 2007年3月14日時点のオリジナルよりアーカイブ。2020年8月9日閲覧。